# Antonio Tosti
Antonio Tosti (Roma, 4 ottobre 1776 – Roma, 20 marzo 1866) è stato un cardinale italiano.
Fu nominato cardinale della Chiesa cattolica da papa Gregorio XVI.

## Biografia
Antonio Tosti nacque a Roma il 4 ottobre 1776, da Tommaso, medico romano (1735-1791), e da Agnese Massarotti (1749-1818)..
Dopo essere stato Prelato domestico di Sua Santità, papa Gregorio XVI lo elevò al rango di cardinale in pectore il 12 febbraio 1838. Nel concistoro del 18 febbraio 1839 fu nominato pubblicamente cardinale ed inoltre gli venne concesso il titolo cardinalizio di San Pietro in Montorio  dal 10 aprile 1863 fino al 20 marzo 1866.
Dal 1830 fu presidente dell'Ospizio Apostolico: grazie al suo operato, l'Istituto fu riorganizzato come scuola di arti e mestieri, in cui i giovani ospiti furono istruiti nelle migliori tecniche artistiche: incisione, fusione in rame, scultura, pittura, tessitura dei filati, decorazione a stucco e mosaico, musica e stampa.
Il 15 agosto 1849 ospitò ad Albano il filosofo Antonio Rosmini.
Fu Tesoriere Generale della Reverenda Camera Apostolica dal 1834. Nel 1846 partecipò al conclave in cui si elesse papa Pio IX. Dal 13 gennaio 1860 al 1866 fu bibliotecario della Biblioteca Apostolica Vaticana.
Morì il 20 marzo 1866.